# Eumundi
Eumundi est une localité australienne située dans la zone d'administration locale de la Sunshine Coast, au Queensland.    

## Géographie
Eumundi est située à 118 kilomètres au nord de Brisbane, en bordure de la Bruce Highway. Elle est arrosée par la Maroochy.

## Démographie
| 2006  | 2011  | 2016  | 2021  |
| ----- | ----- | ----- | ----- |
| 1 836 | 1 924 | 2 221 | 2 504 |